# Abdulah Sidran

Abdulah Sidran (2021)

Abdulah Sidran (geboren am 2. Oktober 1944 in Sarajevo; gestorben am 23. März 2024 ebenda) war ein jugoslawischer bzw. bosnischer Lyriker, Schriftsteller und Drehbuchautor.

## Leben
Abdulah Sidran absolvierte seine Schulausbildung in seiner Geburtsstadt Sarajevo und schloss sein Studium an der Philosophischen Fakultät der Universität Sarajevo ab. In den 1960er Jahren begann er mit seiner schriftstellerischen Tätigkeit und wurde zur 68er-Generation gezählt. Bis zum Ausbruch des Bosnienkriegs im April 1992 war er beim Radio- und Fernsehsender RTV Sarajevo als leitender Dramaturg angestellt. Er war ab 1995 korrespondierendes Mitglied der Akademie der Wissenschaften und Künste von Bosnien und Herzegowina und wurde im Jahr 2008 zum ordentlichen Mitglied gewählt. Sidran wurde durch zahlreiche Auszeichnungen für seine literarischen Werke, aber auch für seine Meinungsäußerungen im Bosnienkrieg geehrt. So wurde Sidran mehrfach beim Filmfestival von Pula als bester Drehbuchautor ausgezeichnet.
Sidrans Hauptwerk ist der Lyrik zuzuordnen und widmete sich häufig seiner Heimatstadt Sarajevo, die er etwa im Gedicht Govorio Sarajevo: Ja ostrovo sam, u srcu svijeta (1979) selbst zu Wort kommen lässt oder im Gedicht Slijepac pjeva svome gradu (1979) von einem Blinden mit all seinen anderen Sinnen beschreiben lässt. Seine Werke wurden ins Deutsche, Englische, Französische, Italienische und zahlreiche weitere Sprachen übersetzt, aber größere Bekanntheit erlangte er vor allem durch die Verfilmung von Erinnerst Du Dich an Dolly Bell? (Sjećaš li se Dolly Bell?, 1981) und Papa ist auf Dienstreise (Otac na službenom putu, 1985) durch Emir Kusturica. Zusammen mit Slobodan Praljak schrieb er zudem das Drehbuch für den Film Povratak Katarine Kožul (1989, deutsch: Die Rückkehr von Katarina Kožul) sowie zusammen mit Pjer Žalica und dem Regisseur Ademir Kenović das Drehbuch für den Film Der perfekte Kreis (Savršeni krug, 1997). Daneben war er als Drehbuchautor für weitere Kino- und Fernsehfilme sowie Fernsehserien tätig, darunter für den slowenischen Kurzfilm (A)Torzija von Stefan Arsenijević. Sidran verfasste darüber hinaus journalistische Texte und war zeitweise Herausgeber von Zeitschriften sowie an der Đuro-Đaković-Arbeiteruniversität angestellt.

## Würdigung
Abdulah Sidran gilt als einer der bedeutendsten Autoren der bosnischen Literatur. Der Literaturwissenschaftler Enes Duraković (Universität Sarajevo) sah 2003 in der Nachkriegspoesie nur Skender Kulenović und Mak Dizdar auf einer Stufe mit ihm. Đurđica Čilić (Universität Zagreb) bezeichnete ihn im Jahr 2021 als den bedeutendsten der lebenden bosnischen Schriftsteller und bedeutendsten bosnischen Drehbuchautor sowie als „Erbauer von Denkmälern für unsere Sprache“. Sidran selbst betonte im Jahr 2018 bei der Verleihung einer Auszeichnung für sein Lebenswerk, dass ihm der ethische Aspekt seiner literarischen Werke wichtiger sei als der ästhetische und dass er mit seinen Werken auch eine soziale Wirkung habe erzielen wollen. Sein 2011 veröffentlichtes Buch Otkup sirove kože, in dem er auch seine Begegnungen mit Kusturica und Praljak verarbeitete, war ein Bestseller und galt auch 2013 noch als meistverkauftes Buch in Bosnien und Herzegowina.

## Werke (Auswahl)
- Šahbaza 1970 (Gedichtsammlung)
- Kost i meso 1976 (Gedichtsammlung)
- Sjećaš li se Dolly Bell? 1981 (Drehbuch)
- Otac na službenom putu 1985 (Drehbuch)
- Sarajevska zbirka 1991 (Gedichtsammlung)
- Sarajevski tabut 1993 (Gedichtsammlung)
- Zašto tone Venecija 1996
- U Zvorniku ja sam ostavio svoje srce 2002 (Drama)
- Kuduz 2003 (Drehbuch)
- Otkup sirove kože 2011 (autobiografische Prosa)

## Ehrungen (Auswahl)
- 1979 Jahrespreis des Schriftstellerverbandes von Bosnien und Herzegowina (Godišnja nagrada Udruženja književnika BiH)[3]
- 1981 Goldene Arena für das beste Drehbuch Filmfestival von Pula
- 1985 Goldene Arena für das beste Drehbuch beim Filmfestival von Pula
- 1986 Šestoaprilska nagrada Grada Sarajeva[3]
- 1993 Award for Freedom of Speech and Expression (USA)[3]
- 1994 Freedom Prize des französischen PEN-Center[3]
- 1996 Premio Sarajevo der Fondazione Laboratorio Mediterraneo (Literaturpreis, Italien)[11]
- 2002 Skender-Kulenović-Preis[3]
- 2005 Premio letterario dedicato a Umberto Saba (Literaturpreis, Italien)[3]
- 2006 Plakette des Kantons Sarajevo (Plaketa Kantona Sarajevo)[12]
- 2018 25.-November-Preis für das Lebenswerk[9]
- 2021 Ali-Podrimja-Award (Literaturpreis, Kosovo)[13]